# 愛知県道355号島崎豊田線
愛知県道355号島崎豊田線（あいちけんどう355ごう しまさきとよたせん）は、愛知県豊田市内を通る一般県道である。

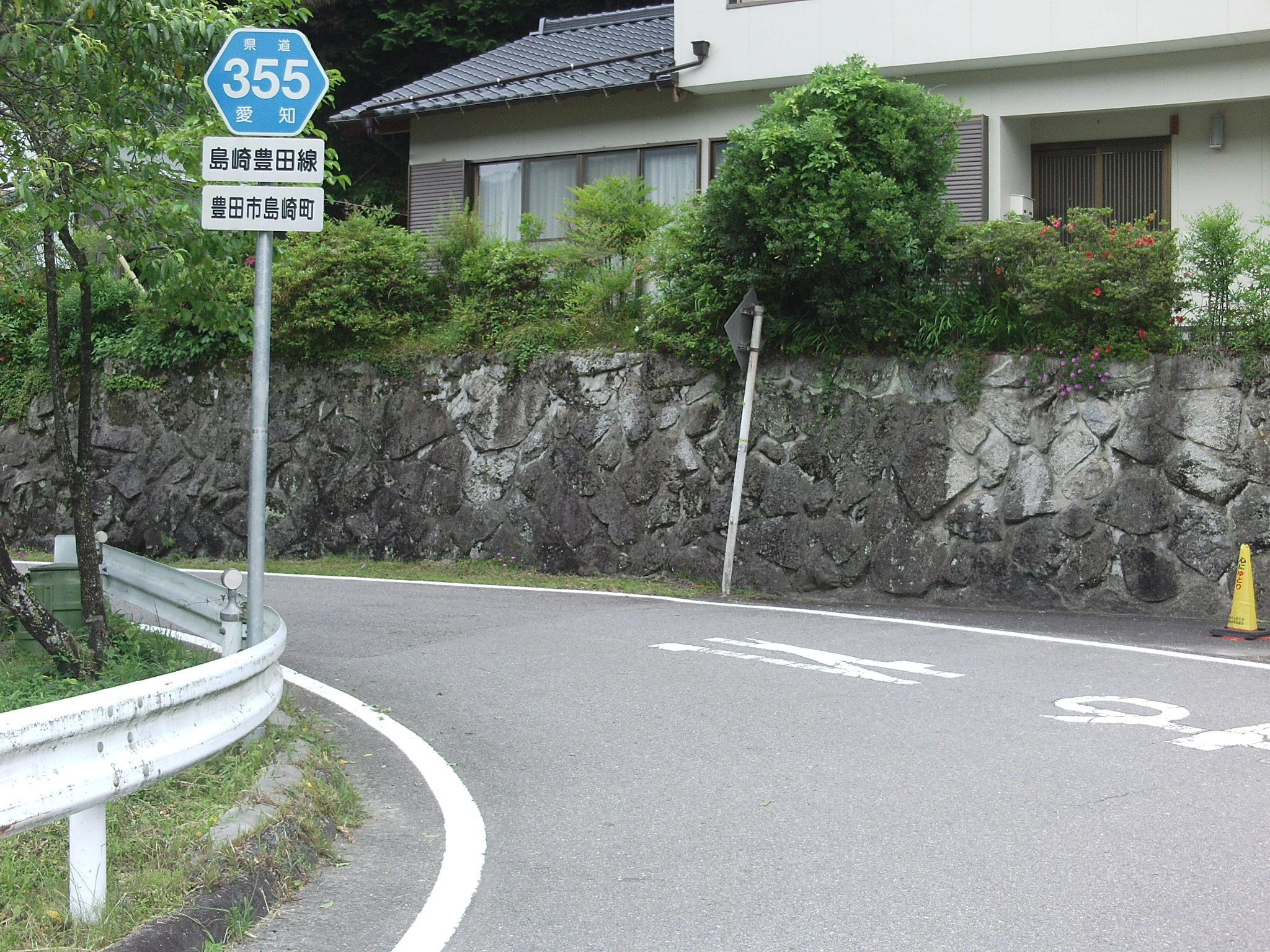
島崎町。矢作川の右岸に沿うようにして最大幅2.0メートル規制の隘路をゆく。

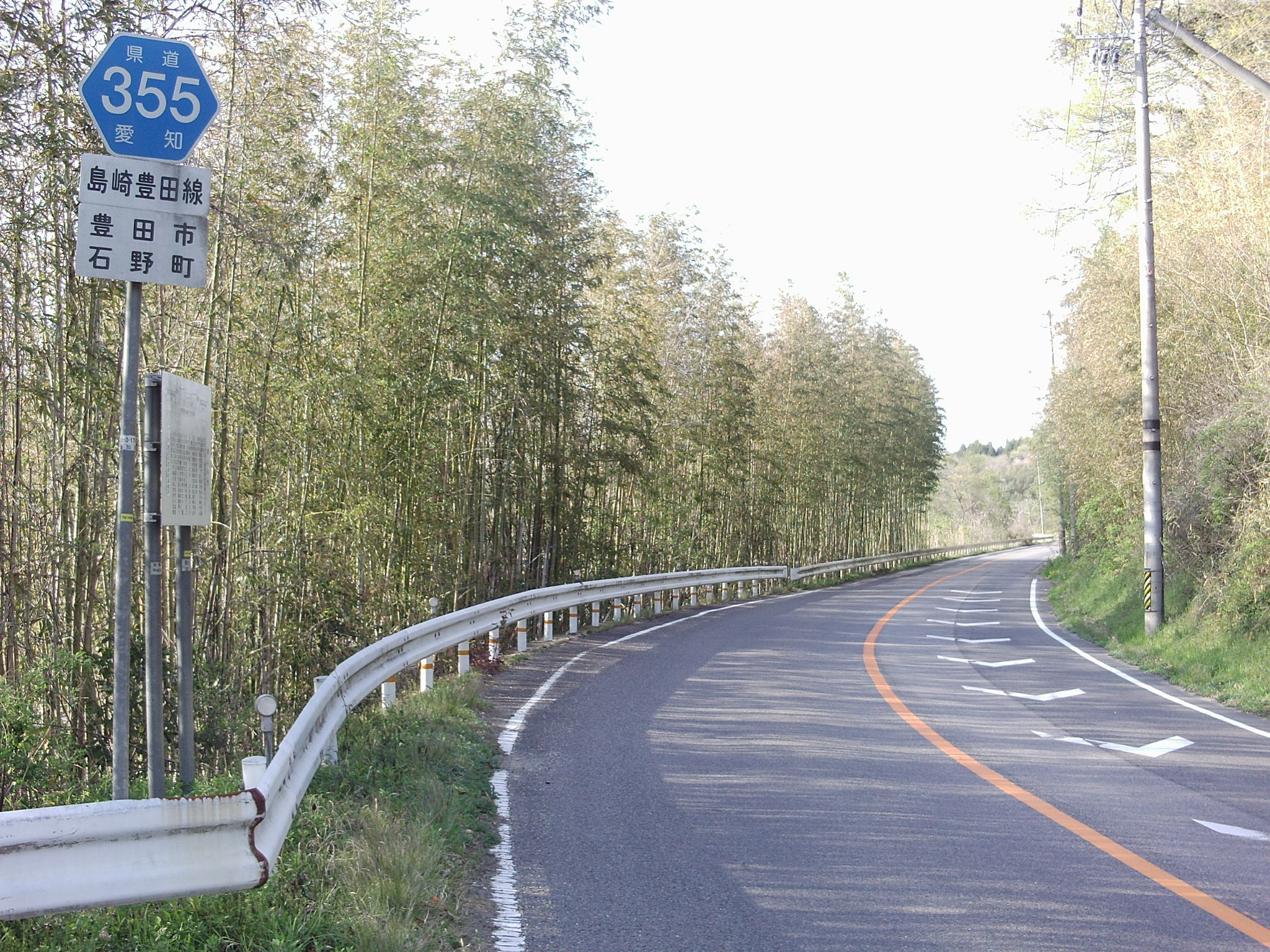
終点側。矢作川（勘八峡の北側）の左岸。

## 概要
愛知県北部の北三河地方にある豊田市島崎町と同市勘八町を結ぶ一般県道の路線で、市内を流れる矢作川に沿って走る。同様な経路に、主要地方道でもある愛知県道11号豊田明智線があり、本路線である一般県道島崎豊田線は矢作川の対岸で主要地方道豊田明智線と並走または、一部で重複する。

### 路線データ
- 起点：愛知県豊田市島崎町
- 終点：愛知県豊田市勘八町

## 沿革
- 1959年12月15日：認定

## 地理

### 通過する自治体
- 愛知県
  - 豊田市

### 交差する道路
- 愛知県道354号平畑土岐線（豊田市榑俣町）
- 愛知県道11号豊田明智線 （豊田市有馬町 - 笹戸町）※重複区間
- 愛知県道490号笹戸小田木線（豊田市笹戸町）
- 愛知県道33号瀬戸設楽線（豊田市月原町）
- 愛知県道358号月原近岡線（豊田市月原町）
- 愛知県道350号北一色東広瀬線（豊田市東広瀬町）
- 国道153号（飯田街道）（豊田市甚八町・勘八町勘八交差点）

※ 豊田市石野町で、猿投グリーンロード（愛知県道6号力石名古屋線）をくぐるが、当県道からグリーンロードに入ることは出来ない。

### 沿線・周辺
- 豊田市立小渡小学校（豊田市小渡町）
- 笹戸温泉（豊田市笹戸町）
- 豊田市立東広瀬小学校（豊田市東広瀬町）
- ウイス牧場